# Yuan (1912-1949)
Pour les articles homonymes, voir Yuan (homonymie).
Ne doit pas être confondu avec Yuan.
Le yuan est l'ancienne unité monétaire de la république de Chine, entre 1912 et 1949. Il a été remplacé par le yuan renminbi au moment de la formation de la république populaire de Chine.
Il fut de 1889 à 1911, une unité de transaction internationale équivalant au dollar, et complémentaire du wén.

## Fondation du yuan
Sous le régime de la Chine impériale, en 1889, et du fait en partie de la pression des Occidentaux, est créée une monnaie de transaction internationale basée sur le dollar espagnol, d'un poids d'argent de 27 g à 900 millièmes. Appelé yuan d'argent, il pèse exactement le même poids que la pièce de 1 dollar américain, la piastre indochinoise, le dollar des Établissements des détroits et le yen d'argent.
Il représente 72 % d'un tael ou 7 tsin (錢) et 2 candarins.
Dans le cadre d'un système décimal, il équivaut sur le marché chinois interne à 1 000 wén, ou 100 fen, ou 10 jiao.
La plupart des monnaies circulantes en Chine sont produites à partir du cuivre. Jamais avant 1889 la Chine n'a produit de monnaie officielle en argent : c'est seulement sous la dynastie Ming (1368-1644) que les services fiscaux de l'empire se servent de l'argent métal comme base pour calculer l'impôt (à partir du sycee) et aussi comme garantie d'une nouvelle monnaie fiduciaire, le baochao (jusqu'en 1440), et qu'au cours des siècles suivants, la demande interne en argent augmente du fait de l'accélération des échanges internationaux. Le Japon, puis l'Empire espagnol, sont alors les deux fournisseurs de ce métal monétaire ; à partir de 1799, ce sont les États-Unis qui deviennent le premier exportateur d'argent métal vers la Chine, et ce jusqu'en 1833. L'argent et l'or ne circulent qu'au sein d'une minorité de la population, la haute bourgeoisie et l'aristocratie, ainsi qu'entre les négociants, orfèvres, militaires et les politiques. Entre 1770 et 1880, c'est la pièce de huit réaux espagnole, puis celle de 1 peso mexicain (au même poids), qui dominent largement les volumes d'argent monétaire importé : les Chinois, peu habitués à ces types monétaires, et outre la barrière de la langue, surnommèrent la première fotoumian (« tête de Bouddha ») en référence au portrait royal qui y figure. La plupart de ces pièces sont refondues sous forme de petit lingot, non pas sous le contrôle d'une autorité, mais par des artisans. Un trafic prit place. La création du yuan d'argent calqué sur le dollar vise à ramener la Chine dans un système monétaire reposant sur un monométallisme. Les premières frappes se font sous l'autorité de la province de Guangdong.
Dès 1897, un établissement financier privé fondé à Shanghai, The Imperial Bank of China (中國通商銀行), émet des billets exprimés en yuans d'argent pour des valeurs de 1, 2 et 5 jiao, et de 1, 2, 5, 10, 50 et 100 yuans.
Durant les années 1890, l'atelier monétaire de Guangdong (Canton) frappe des monnaies pour des valeurs de 5 fen, de 1, 2 et 5 jiao et de 1 yuan. Durant la même période, une vingtaine de frappes régionales ont lieu, pour des valeurs de 1, 2, 5, 10 et 20 fen.
En 1903, le Gouvernement impérial tente de lancer ses propres émissions monétaires. Des billets sont émis via la Ta-Ch'ing Government Bank fondée à Pékin en 1905. Des pièces sont frappées pour des valeurs de 1, 2, 5, 10 et 20 fen en cuivre, et des pièces en argent de 1, 2 et 5 jiao, ainsi que de 1 yuan.

## Le yuan, unité monétaire de la république

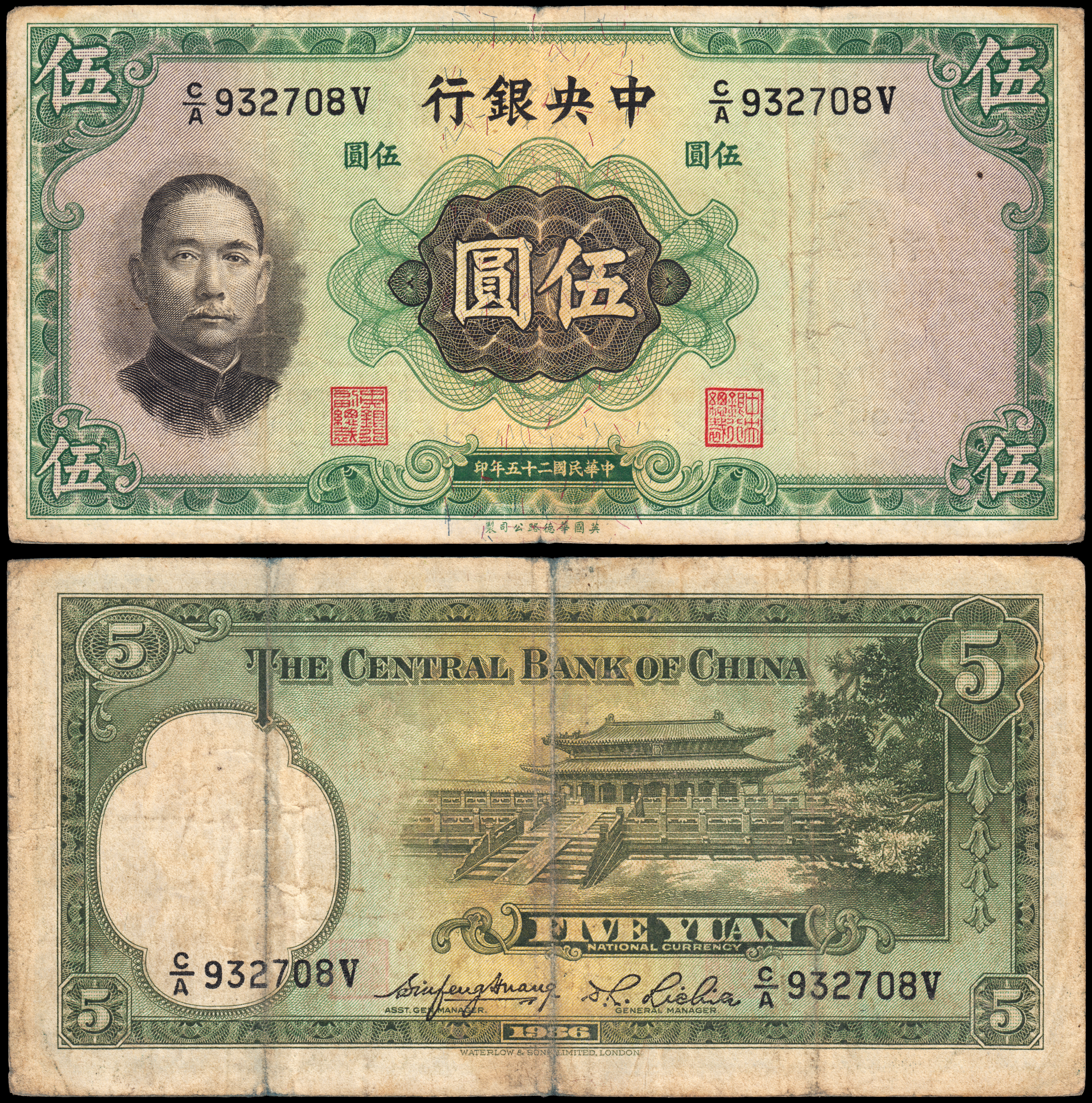
Billet de 5 yuan National Currency (avers et revers) émis par The Central Bank of China en 1936 (imprimé à Londres).

La frappe des wén, des pièces de monnaie trouées considérées comme symbolisant le régime impérial, est officiellement suspendue au début de la république ; dans les faits, le peuple va continuer à utiliser ces pièces, aussi du fait de la famine monétaire : les billets (mal acceptés) et les pièces en yuan sont rares au début du régime. D'une manière générale, un certain marasme monétaire caractérise l'histoire du nouveau régime républicain. Entre 1917 et 1925, le yuan subit une décote sensible sur le marché des changes. La masse de billets produite augmente, du fait que cinq banques se partagent le droit d'émission, qui tentent de pallier le manque de numéraire.
La Bank of China tente de contrôler de 1912 à 1928 les émissions de monnaie, mais échoue : deux types de billets vont circuler, représentant d'un côté la « monnaie nationale » (avec mention en anglais National Currency), de l'autre la monnaie régionale (Regional Currency). La Bank of China est remplacée par la Central Bank of China ; celle-ci tente d'interdire à d'autres établissements bancaires de produire de la monnaie, ainsi qu'aux émetteurs régionaux, qui produisent de nombreux billets comportant de petites valeurs exprimées en cash (mot anglais pour wén ou fen). La situation semble s'améliorer, quand en 1931, la Chine est envahie par les armées du Japon impérial, tandis que les forces communistes s'unissent au Kuomintang pour lutter contre les Japonais.
La plupart des frappes en yuan d'argent s'arrêtent en 1930, la Chine abandonnant l'étalon-argent en 1935.

## Un pays avec plusieurs monnaies
En 1930, la Central Bank of China émet des coupures libellées en custom gold unit (關金圓, guānjīnyuán, abrégé CGU), destinées à payer les achats issus de l'importation. Les CGU sont gagés sur l'or conservé par la banque et pouvaient être échangés contre des espèces en argent métal. Au change, 1 CGU vaut 0,40 dollar américain.
En 1932, la Chine voit plusieurs monnaies circuler sur son même territoire : le yuan du Mandchoukouo mis en place par les Japonais, le yuan des Nationalistes et légalistes, mais aussi des monnaies émises par les différentes antennes régionales du Kuomintang, sans compter les multiples émissions issues des banques privées.
En novembre 1935, le Gouvernement républicain lance une réforme monétaire qui abandonne définitivement l'étalon-argent, et établit le fabi (法 幣, « monnaie à cours légal ») excluant toute autre forme, le droit d'émission étant limité à quatre banques (Bank of China (中國銀行), Central Bank of China (中央銀行), Bank of Communications (交通銀行), et Farmers Bank of China). La mesure est levée en décembre 1936.
En 1937, le Gouvernement provisoire de la république de Chine institué par le Japon avec Pékin comme capitale met en place la Federal Reserve Bank of China qui lance une nouvelle monnaie : le li, valant un millième du yuan d'argent de 1912.
Après 1945, le Gouvernement nationaliste tente de reprendre le contrôle de ses émissions mais l'hyperinflation limite sa marge de manœuvre. En 1948, The Central Bank of China émet des billets (datés 1945 et 1946) pour des valeurs de 1, 2 et 5 jiao, de 1, 5, 10, 20, 50, et 100 yuan. En 1949, les billets émis sont aux valeurs de 500, 1 000, 5 000, 10 000, 50 000, 100 000, 500 000, 1 000 000 et 5 000 000 yuan.
Alors que la guerre civile embrase le pays, le Gouvernement nationaliste tente de sauver la monnaie en juillet 1949, instituant un nouveau yuan d'argent valant pour 500 millions d'anciens yuan. Cette monnaie est restée jusqu'en 2000 la monnaie officielle de Taïwan.
L'Armée populaire de libération prend le contrôle du pays : en 1950, un nouveau yuan est institué, seulement sous la forme de billets. En 1955, le yuan renminbi (le « yuan monnaie du peuple ») est introduit au taux de 1 contre 10 000 anciens yuans.